# Тихонов, Кирилл Клементьевич
Кири́лл Клеме́нтьевич Ти́хонов (26 апреля 1921, Москва — 29 декабря 1998, там же) — советский русский дирижёр, профессор; Народный артист России (1997).

## Биография
В 1947 году окончил оркестровый факультет Московской консерватории, в 1952 — отделение симфонического дирижирования Ленинградской консерватории (класс Б. Э. Хайкина).
Дебютировал в Московском театре драмы Николая Охлопкова в 1945 году. Работал дирижёром Ленинградского театра комедии, Пермского театра оперы и балета (1954—1956); главным дирижёром Татарского театра оперы и балета имени Мусы Джалиля (1956—1960), Свердловского академического театра оперы и балета им. Луначарского (1960—1968, 1972—1977), Большого театра оперы и балета Белорусской ССР (1968—1972).
Одновременно преподавал в Казанской (1956—1960); Уральской (1960—1968, 1972—1977) и Минской (1968—1972) консерваториях. С 1977 года преподавал в Московском институте культуры, профессор. У него стажировались Лев Лях, Вольф Горелик, Евгений Колобов, Валерий Крицков, Евгений Бражник, Александр Волощук, Виктория Унгуряну и другие дирижёры.
С 1990 года работал главным дирижёром и музыкальным руководителем театра «Геликон-Опера», созданного им совместно с Д. А. Бертманом.
Похоронен на Введенском кладбище (участок № 19).

## Творчество
Дирижировал всеми балетами П. И. Чайковского, балетами «Пер Гюнт» Э. Грига, «Золушка» С. С. Прокофьева, «Конёк-горбунок» Р. К. Щедрина.
В качестве музыкального руководителя поставил более 80 опер, в том числе в Большом и Мариинском театрах. На сцене Геликон-Оперы под его музыкальным руководством поставлены 23 спектакля, в числе которых «Мавра» И. Ф. Стравинского, «Туда и обратно» П. Хиндемита, «Маддалена» и «Гадкий утёнок» С. С. Прокофьева, «Скрипка Ротшильда» В. И. Флейшмана, «Кейстут и Бирута» А. Н. Скрябина, «Ундина», «Пиковая дама», «Евгений Онегин», «Мазепа» П. И. Чайковского, «Блудный сын» К. Дебюсси, «Служанка-госпожа» Дж. Перголези, «Аполлон и Гиацинт» В. А. Моцарта, «Паяцы» Р. Леонкавалло, «Травиата» и «Аида» Дж. Верди, «Кармен» Ж. Бизе, «Летучая мышь» И. Штрауса, «Сказки Гофмана» Ж. Оффенбаха, «Кащей Бессмертный» и «Царская невеста» Н. А. Римского-Корсакова.

## Награды
- Заслуженный деятель искусств Татарской АССР (1957)[3]
- Заслуженный деятель искусств РСФСР (30.11.1962)[3]
- Народный артист Российской Федерации (29.07.1997)[2].

## Отзывы
Для меня этот человек — не только пример отношения к профессии, но и высоты человеческих отношений вообще. С ним мы чувствовали себя под защитой. Кирилл Клементьевич после каждого спектакля находил возможность говорить о самом главном и существенном, сказать солисту, как он существовал сегодня на сцене, какой диалог у исполнителя был с дирижёром, какие были отношения с музыкальным текстом.— Н. Арутюнова, концертмейстер